# Championnat du Ghana de football 2019
Navigation
Saison précédente Saison suivante
La saison 2019 du Championnat du Ghana de football est la cinquante-neuvième édition de la première division au Ghana, il s'agit d'une compétition spéciale à la suite de la dissolution de la Ligue en juin 2018 (le championnat précédent a été interrompu à la 15e journée), mis en place par un comité de normalisation.
Les équipes sont partagées en deux groupes, une poule nord et une poule sud. Les deux premiers de chaque groupe se qualifient pour les play off pour déterminer le champion du Ghana.
Le club de Wa All Stars Football Club renommé Stallions FC ne participe pas à la compétition.
Le club Asante Kotoko SC est sacré champion du Ghana en remportant la finale contre Karela Football Club aux tirs au but. C'est le 25e titre du club qui est le plus titré du Ghana.

## Les clubs participants
- Hearts of Oak SC
- Asante Kotoko SC
- Ashanti Gold SC
- Elmina Sharks FC
- Bechem United
- Dreams FC
- International Allies FC
- Berekum Chelsea
- Medeama Sporting Club
- Ebusua Dwarfs
- West Africa Football Academy
- Techiman City FC
- Aduana Stars
- Liberty Professionals
- Karela Football Club

## Compétition
Le barème de points servant à établir les classements se décompose ainsi :
- Victoire : 3 points
- Match nul : 1 point
- Défaite : 0 point

### Classement

#### Poule A
| Rang | Équipe                | Pts | J  | G | N | P | Bp | Bc | Diff |
| ---- | --------------------- | --- | -- | - | - | - | -- | -- | ---- |
| 1    | Ashanti Gold SC       | 23  | 12 | 7 | 2 | 3 | 17 | 6  | +11  |
| 2    | Asante Kotoko SC      | 22  | 12 | 6 | 4 | 2 | 14 | 5  | +9   |
| 3    | Medeama Sporting Club | 22  | 12 | 7 | 1 | 4 | 13 | 10 | +3   |
| 4    | Aduana Stars          | 17  | 12 | 4 | 5 | 3 | 10 | 10 | 0    |
| 5    | Bechem United         | 14  | 12 | 3 | 5 | 4 | 10 | 16 | -6   |
| 6    | Techiman City FC      | 12  | 12 | 3 | 3 | 6 | 9  | 14 | -5   |
| 7    | Berekum Chelsea       | 5   | 12 | 1 | 2 | 9 | 5  | 17 | -12  |

|  | Qualification pour les play offs championnat |

#### Poule B
| Rang | Équipe                       | Pts | J  | G | N | P | Bp | Bc | Diff |
| ---- | ---------------------------- | --- | -- | - | - | - | -- | -- | ---- |
| 1    | Hearts of Oak SC             | 28  | 14 | 9 | 1 | 4 | 20 | 9  | +11  |
| 2    | Karela Football Club         | 27  | 14 | 8 | 3 | 3 | 20 | 13 | +7   |
| 3    | Liberty Professionals        | 25  | 14 | 7 | 4 | 3 | 20 | 11 | +9   |
| 4    | Elmina Sharks FC             | 21  | 14 | 5 | 6 | 3 | 12 | 8  | +4   |
| 5    | West Africa Football Academy | 18  | 14 | 5 | 3 | 6 | 17 | 21 | -4   |
| 6    | Dreams FC                    | 16  | 14 | 4 | 4 | 6 | 6  | 17 | -11  |
| 7    | Ebusua Dwarfs                | 11  | 14 | 3 | 2 | 9 | 9  | 19 | -10  |
| 8    | International Allies FC      | 9   | 14 | 2 | 3 | 9 | 12 | 22 | -10  |

|  | Qualification pour les play offs championnat |

## Play off

### Demi-finales
| 16 juin 2019 | Hearts of Oak SC | 1–1 (4-5 (t. a. b.)) | Asante Kotoko SC |  |
|              |                  | (-)                  |                  |  |

| 16 juin 2019 | Ashanti Gold SC | 0–1 | Karela Football Club |  |
|              |                 | (-) |                      |  |

### Finale
| 23 juin 2019 | Asante Kotoko SC | 1–1 (4-1 (t. a. b.)) | Karela Football Club | Baba Yara Stadium              |                                |
|              |                  | (-)                  |                      | Arbitrage : Adaari Abdul Latif | Arbitrage : Adaari Abdul Latif |

### Match de qualification
La finale entre Ashanti Gold SC et Nzema Kotoko, club de deuxième division, détermine le participant à la Coupe de la confédération. C'est le club de première division Ashanti Gold SC qui remporte le match 1-0.

## Bilan de la saison
| Championnat du Ghana de football 2019   |                              |
| Champion                                | Asante Kotoko SC (25e titre) |
| Coupes et trophées                      |                              |
| Vainqueur de la Coupe du Ghana 2019     | aucun                        |
| Qualifications continentales            |                              |
| Ligue des champions de la CAF 2019-2020 | Asante Kotoko SC             |
| Coupe de la confédération 2019-2020     | Ashanti Gold SC              |
| Promotions et relégations               |                              |
| Promus en Premier League                |                              |
| Relégués en Division One                |                              |